# Alibaba Cloud
Alibaba Cloud (en chinois), également connu sous Aliyun, est une société chinoise de cloud computing, filiale de Alibaba Group. Alibaba Cloud fournit des services d'informatique en nuage aux entreprises en ligne et à l'écosystème d'Alibaba de commerce électronique. Les opérations internationales d'Alibaba Cloud sont basées à Singapour. 
Au-delà du statut de plus grande société d'informatique du cloud en Chine, Alibaba Cloud opère des centres de données dans 19 régions et 56 zones de disponibilité à travers le monde. Le centre de données en Allemagne est exploité par Vodafone Allemagne, basé à Francfort. Il est certifié C5. 